# Franz de Hamilton
Franz de Hamilton, auch Frans de Hamilton (geboren um 1623 vermutlich in Lanarkshire, Schottland; gestorben 1712 in Aschaffenburg) war ein deutsch-britischer Landschaftsmaler, Zeichner und Graveur von Tiermotiven und Stillleben.

## Wirken
Hamilton wurde 1661 in Kleve in den Dienst des Kurfürsten Friedrich Wilhelm von Brandenburg aufgenommen und folgte ihm an seinen Hof in Potsdam. Für sein Gehalt von 400 Reichstalern musste er dafür bis Ende 1670 unentgeltlich eine bestimmte Anzahl an Bildern herstellen. Er bekam wöchentlich 3 Reichstaler, während der Arbeit täglich eine Kanne Wein sowie jährlich zwei Fuder Holz und eine Wispel Saatgut. Von 1672 bis 1674 war er am Hof in Hannover tätig und ging von dort zunächst nach Wien. Am 16. Juli 1683 wurde er von Kurfürst Maximilian Emanuel zum bayrischen Hofmaler ernannt. Hier erhielt er, laut Bestallungsbrief, 1500 Gulden als jährlichen Sold und fertigte Werke für die Schlösser Schleißheim und Nymphenburg an. In einer Bittschrift ersuchte er den Kurfürsten ihm aufgrund seines fortgeschrittenen Alter zwei Pferde zur Ermöglichung einer bequemeren Reise zu genehmigen, diese Bitte wurde jedoch am 20. Mai 1686 abgelehnt. Hamilton übte die Tätigkeit bis zum 16. April 1690 aus, obgleich er bereits mit weiteren Künstlern im Jahr 1689 aus dem Dienst des Kurfürsten entlassen worden war. Da er Frau und Kinder zu versorgen hatte, wandte er sich erneut an der Kurfürsten mit der Bitte ihn weiterhin zu beschäftigen, auch dieses Gesuch wurde am 9. Mai 1690 abgelehnt. Er weilte bis 1695 im Umfeld des Bayerischen Hofes und stellte abermals einen Antrag auf Wiedereinstellung in den Dienst am Hofe, da seine Frau inzwischen verstorben war und er wohl mehrere Kinder verloren hatte. Über Augsburg kam er schließlich um 1704 nach Aschaffenburg. Im Jahr 1709 wird er dort noch als ‚badischer Hofmaler‘ bezeichnet. Seine Witwe starb 1720 ebenfalls in Aschaffenburg.
Zu seinen Werken zählen Wildstillleben sowie Darstellungen von Insekten und Reptilien zwischen Blumen und Stauden. De Hamilton stellte unter anderem Stillleben aus graviertem Perlmutt auf Schiefer her, wie es beispielsweise in einer eingelegten Blumenkomposition als Teil einer Wanddekoration im Florentiner Zimmer des Schlosses Favorite bei Rastatt zu finden ist. Er fertigte 1675 ein Jagdstillleben als Auftragsarbeit für den Landgrafen Karl von Hessen-Kassel an. Arbeiten von Hamilton befinden sich in der Amalienburg im Schlossgarten von Nymphenburg oder im Niedersächsischen Landesmuseum in Hannover.

## Werke (Auswahl)

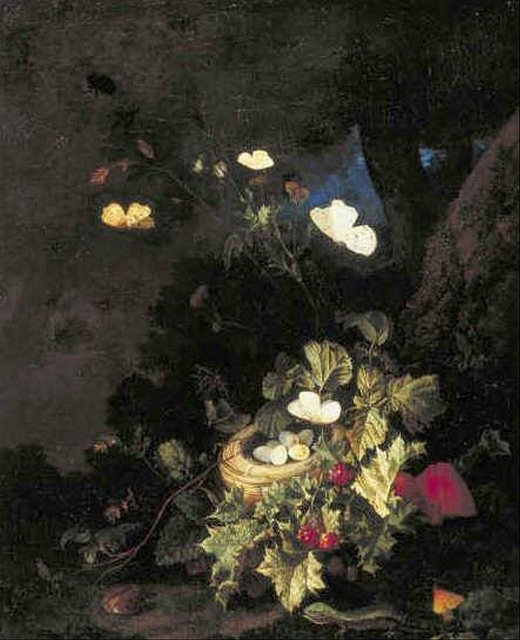
Vogelnest am Fuß eines Baumstammes
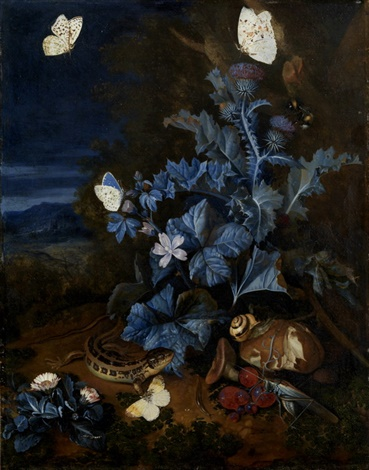
Pflanzenstillleben mit Schmetterlingen
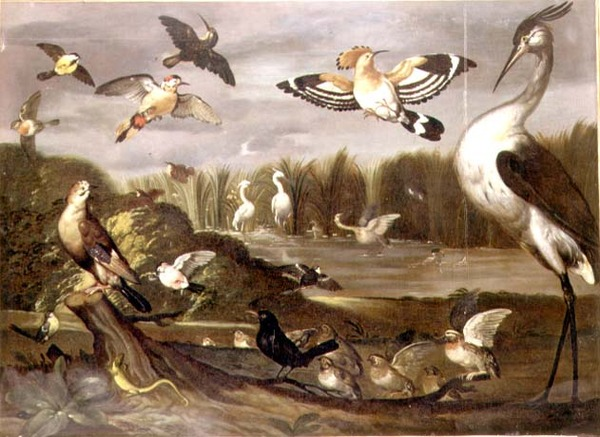
Flusslandschaft
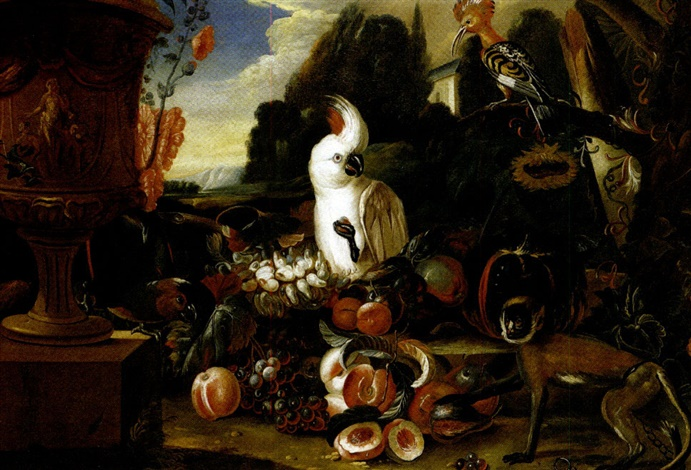
Stillleben mit Kakadu

Berlin
Jagdschloss Grunewald
- Jagdstillleben
- Erlegte Enten
- Erlegtes Rebhuhn

München
Ehemals Schleißheimer Galerie
- Wolf, der eine junge Ziege zerreißt (nebenbei ein Rabe und eine Elster, die auf die Reste warten)
- Weintrauben mit herumfliegenden Molkendieben

Ehemals Nymphenburg
- mehrere Landschaftsgemälde
- mehrere Stillleben mit Insekten Blumen und Reptilien